# Гриндейл (разлом)
Разло́м Гринде́йл (англ. The Greendale Fault) — активный правосторонний сдвиговый геологический разлом в восточной части Южного острова Новой Зеландии.
Тектонические сдвиги в этом и нескольких соседних разломах послужили причиной землетрясения в Кентербери, известного также как «Дарфилдское землетрясение», в 2010 году.

## Землетрясение в Кентербери
Сильное землетрясение магнитудой 7,1 произошло 4 сентября 2010 года в разломе Гриндейл в 4:35 утра по местному времени (3 сентября в 16:35 UTC). Землетрясение причинило значительный материальный ущерб и вызвало отключение электроэнергии в нескольких населённых пунктах, в том числе в Крайстчерче. Во время землетрясений 4 сентября 2010 года и 22 февраля 2011 года в Крайстчерче и Литтелтоне вблизи разломов были зарегистрированы очень большие пиковые ускорения грунта (PGA — общий параметр, используемый для описания движения грунта), превышающие силу тяжести.

## Обзор
Разлом Гриндейл возник 4 сентября 2010 года во время Дарфилдского землетрясения. Он был первым разломом в Новой Зеландии, появившимся и обнаруженным за последние 23 года (по состоянию на 2010 год). Предыдущий разрыв земной коры произошёл на нескольких разломах во время Эджкумбского землетрясения в 1987 году.
Землетрясение в сентябре 2010 года привело к образованию зоны разрыва и деформации грунта (поверхности) со смещением до 5 метров по горизонтали и до 1 метра по вертикали. Общая длина трассы разлома составила около 29,5 км, а деформация заняла полосу шириной от 30 до 300 метров. Вдоль трассы разлома было серьёзно повреждено несколько зданий. Разлом Гриндейл ранее не был нанесён на карту; на поверхности он не выражался, а сейсмические данные в районе разлома не были достаточно высокого качества для обнаружения подповерхностной плоскости разлома.
Зона идентифицированного поверхностного разлома простирается от ~4 км к западу от деревушки Гриндейл до восточной точки примерно в 2 км к северу от города Роллстон. Разлом был назван разломом Гриндейл группой геологической разведки GNS Science/Университета Кентербери. Общая морфология поверхностного разлома представляет собой эшелонированную серию западно-восточных, направленных влево поверхностных следов. Самый большой ступенчатый разрыв шириной ~1 км расположен в ~7 км от восточного конца разлома. Разлом образует около 20 ступенчатых разрывов шириной от 300 до 75 м и множество более мелких.
Среднее смещение по всей длине поверхностного разрыва составляет около 2,5 м (преимущественно правостороннее) и распределяется по зоне деформации шириной от ~30 до ~300 м, в основном в виде горизонтального изгиба. В среднем, 50 % горизонтального смещения происходит на 40 % общей ширины зоны деформации. Смещение по дискретным сдвигам, где оно присутствует, обычно составляет лишь незначительный процент от общего смещения. Распределённый характер смещения поверхностного разрыва разлома Гриндейл является результатом разрыва значительной толщи слабо консолидированных аллювиальных гравийных отложений, лежащих под равниной.
Распределение смещений поверхностных разрывов приблизительно симметрично вдоль разлома: на протяжении около 6 км на каждом конце разлома, где общее смещение меньше 1,5 м, и центральным участком длиной около 8 км, где чистое смещение больше 4 м, с максимумами до 5 м. На участке разлома, где смещение превышает среднее значение, зона деформации состоит из сдвигов Риделя восточно-юго-восточного простирания с правосторонними смещениями, разломов растяжения юго-восточного простирания, сопряженных сдвигов Риделя юго-юго-восточного и южного простирания с левосторонними смещениями, надвигов северо-восточного простирания, горизонтальной правосторонней флексуры и вертикальных флексур и выпуклостей дециметровой амплитуды. Вертикальное смещение по всей ширине зоны деформации поверхностного разрыва обычно составляет <0,75 м. Как правило, южная сторона направлена вверх, хотя на восточной оконечности разлома на протяжении около 6 км поднята северная сторона. Вертикальное смещение локально увеличивается до ~1-1,5 м на сдерживающих и освобождающих изгибах.

## Геологическая обстановка в зоне разлома

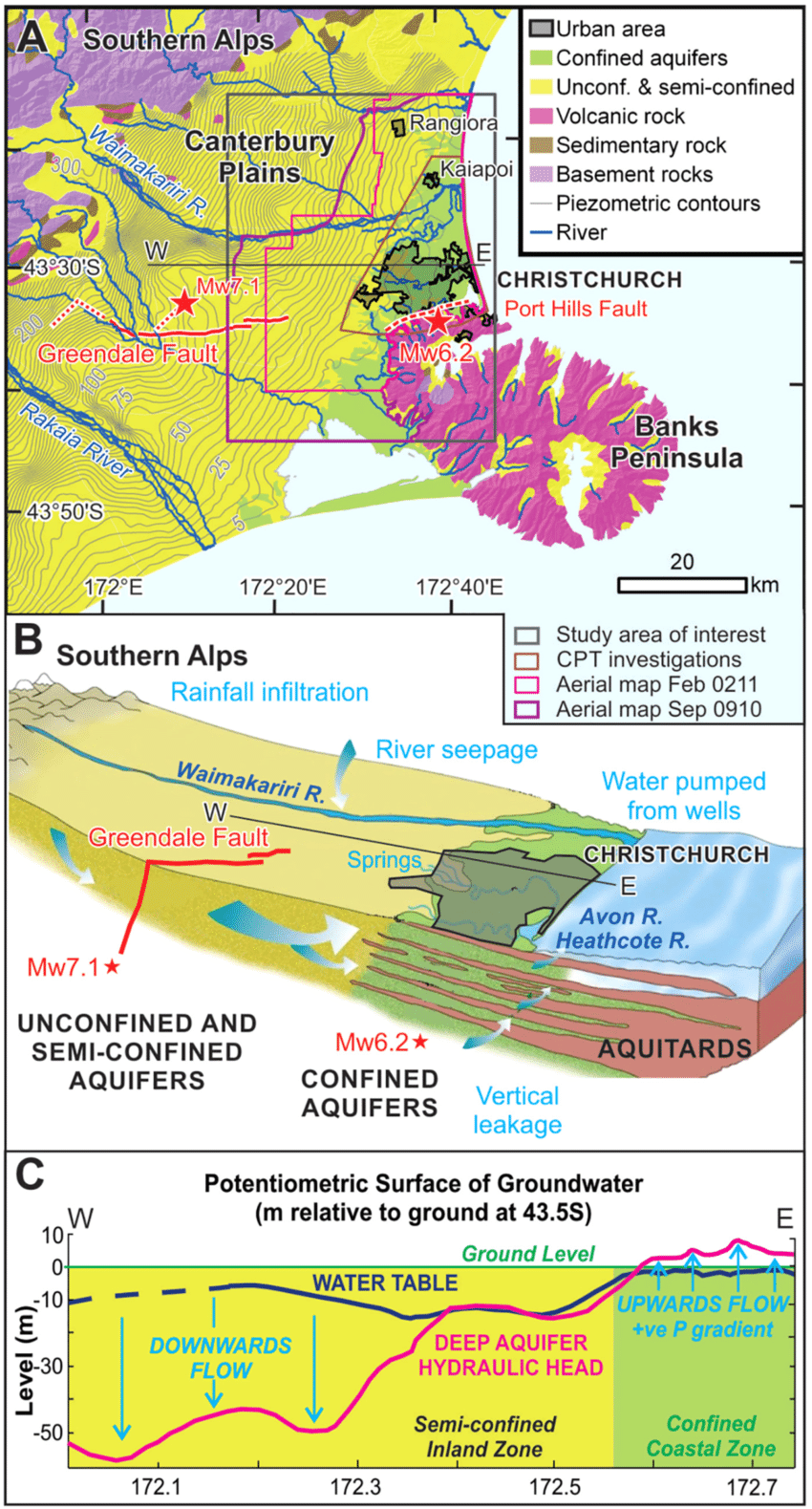
Гидрогеология Кентербери. (A) Геологическая карта Кентерберийской равнины и полуострова Банкс (B) Схематическая блок-схема водоносной системы и режима течения подземных вод. (C) Потенциометрические уровни относительно поверхности земли

Геологическая карта Крайстчерча 1:250 000 и близлежащей территории

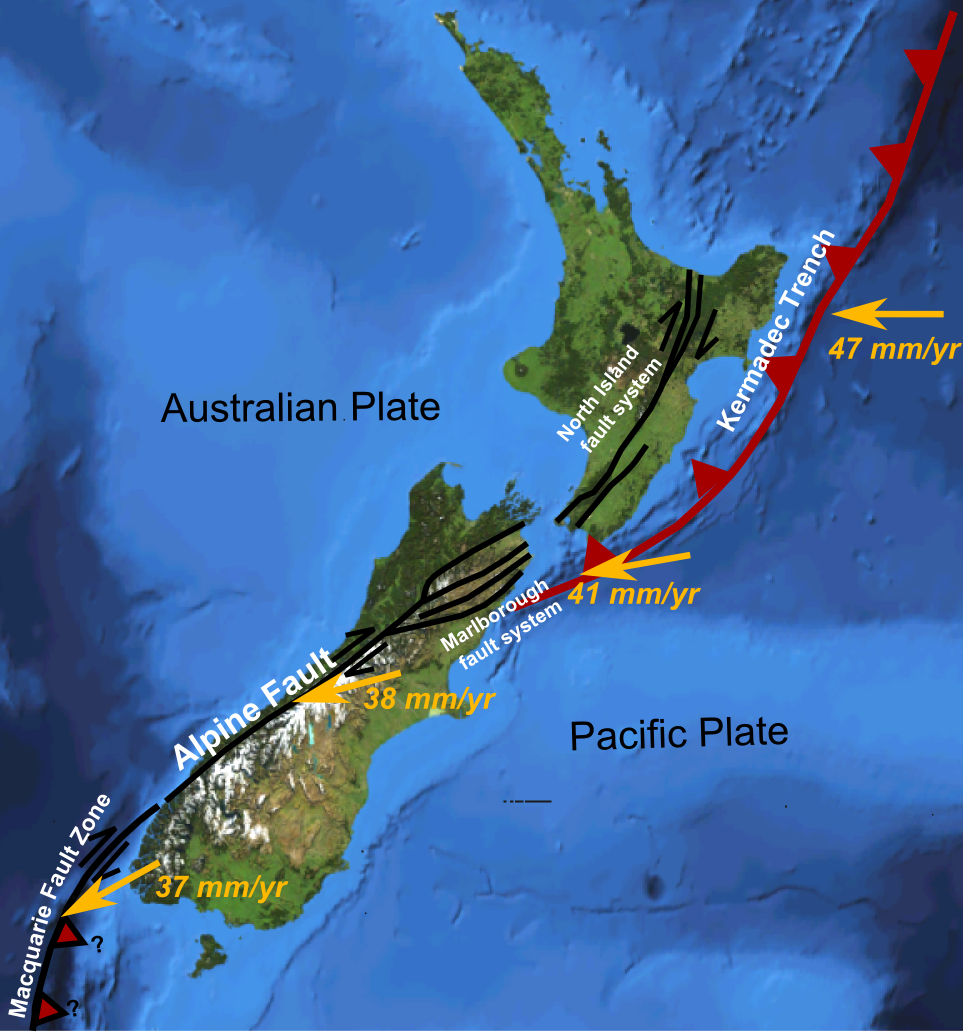
Взаимодействие Австралийской и Тихоокеанской тектонических плит и разломы Новой Зеландии

Разлом Гриндейл расположен в секторе Ракаиа — Уаимакарири на Кентерберийских равнинах. Кентерберийские равнины образовались в результате действия рек с гравийным дном, стекающих на юго-восток с Южных Альп и их предгорий. В центральной части равнины русла рек Ракаиа, Селуин и Уаимакарири соединились во время последнего ледникового периода, между ~28 000 и ~18 000 лет назад. После окончания ледникового периода произошло улучшение климата и распространение кустарников и лесов, которые стабилизировали склоны холмов в водосборных бассейнах. Это привело к тому, что основные реки стали выносить меньше осадочного материала. Освободившись от бремени избыточных наносов, реки перестали широко разливаться по равнинам, а вместо этого стали локализоваться в более узких зонах на равнинах. Реки Уаимакарири и Ракаиа прорезают террасированные послеледниковые долины в среднем и верхнем течении, а более мелкие реки лишь слегка врезаются в равнины. Река Уаианиванива течёт по стыку равнин, образованных реками Селуин (на западе) и Уаимакарири (на востоке), а река Хорората протекает по границе между равнинами Селуин (на востоке) и Ракаиа (на западе).
На региональной геологической карте сектора равнин Ракаиа—Уаимакарири (на иллюстрации слева), речные отложения делятся на те, которые датируются последним ледниковым периодом и самым началом послеледникового периода («Q2a», более тёмный жёлтый цвет), и те, которые относятся к концу послеледникового периода («Q1a», более светло-желтый), сформировавшиеся примерно в течение последних 12 000 лет. Q2a соответствует отложениям формаций Бернем и Уиндуисл. Q1a — формация Спрингстон.
В основе горных пород региона Кентербери находятся палеозойские и мезозойские осадочные и метаморфические породы, называемые составным террейном Торлессе, которые возникли в составе суперконтинента Гондвана. Они состоят в основном из толстых деформированных участков выветренного песчаника и аргиллита, в просторечии называемых граувакками. Составной террейн Торлессе делится на два других террейна: Ракаиа и Пахау. В предгорьях, под Кентерберийскими равнинами, а также на полуострове Банкс вулканические, интрузивные и осадочные породы среднемелового периода залегают поверх основной породы граувакки. Более обширное отложение осадочных пород произошло в позднемеловой период и продолжалось в плейстоцене. Эти отложения в целом образовали один большой цикл морской трансгрессии и регрессии со спорадическими внутриплитными вулканическими событиями. В миоцене базальтовый вулканизм сформировал полуостров Банкс, который является крупнейшим скоплением кайнозойских вулканических пород на Южном острове. Изменение динамики австрало-тихоокеанской границы плит во время неогена привело к широко распространенным разломам и складчатости, которые деформировали фундамент и вышележащий покров, что привело к поднятию и образованию хребтов и бассейнов. В результате последовательность отложений позднемелового — плиоценового периодов была выветрена из поднятых районов, но сохранилась во внутренних бассейнах, например, в Северном Кентербери, на шельфе и под Кентерберийскими равнинами.
С точки зрения тектонической обстановки, разлом Гриндейл расположен у внешнего края широкой зоны деформации, расположенной на границе между Австралийской и Тихоокеанской плитами. В центральной части Южного острова Тихоокеанская плита движется на запад-юго-запад относительно Австралийской плиты со скоростью около 40 мм/год. Большая часть этой деформации (75 %) происходит на Альпийском разломе, а остальная часть распределена по многочисленным более мелким разломам в пределах и к востоку от Южных Альп. Большинство этих восточных разломов представляют собой взбросы северо-восточного направления, которые поднимают хребты в Южных Альпах и предгорьях Кентербери, но есть также несколько разломов правого бокового простирания, направленных на восток и восток-северо-восток, которые рассекают рельеф. Большинство обратных разломов сопровождаются складчатостью с параллельной разлому антиклиналью в висячем крыле надвига и синклиналью в подножии. Район Северного Кентербери также находится на южном краю системы разломов Марлборо. Зона разломов Портерс Пасс — Амберли, как предполагается, является геологически самой молодой частью этой распространяющейся на юг системы.

## Измерения
До 1987 года разломы в Новой Зеландии детально не документировались или документировались только ретроспективно, спустя десятилетия после возникновения разломов, когда многие детали были уже утеряны. Возникновение разлома Гриндейл на относительно плоской Кентерберийской равнине, с многочисленными антропогенными объектами на ней (например, дорогами, строениями, заборами), наряду с лёгким доступом и непосредственной близостью к крупному городу (Крайстчерч), а также наличие относительно новых методов исследования, таких как воздушный лидар и наземное лазерное сканирование, означает, что этот разлом является одним из наиболее хорошо документированных в Новой Зеландии и одним из лучших в мире.
В течение нескольких часов после землетрясения, которое произошло 4 сентября 2010 года в 4:35 утра, была развёрнута геологическая группа разведки из Университета Кентербери и GNS Science, которая обнаружила наземный разлом через 5 часов после землетрясения и провела первую аэрофотосъёмку в течение 8 часов. В последующие 3 недели группа разведки собрала большой объём полевых данных, включая измерения смещения разлома с помощью рулеток и компасов, наземное и воздушное картографирование разлома, регистрацию повреждений инженерных сооружений на разломе или вблизи него, съёмку смещённых маркеров с помощью кинематической глобальной навигационной спутниковой системы реального времени (RTK GNSS) и наземное лазерное сканирование отдельных участков. 10—11 сентября (через 6—7 дней после землетрясения) новозеландская служба аэрофотосъемки провела вертикальную аэрофотосъёмку и воздушную лидарную съёмку центральной и восточной частей разлома. В последующие месяцы и годы продолжался сбор данных вдоль разлома Гриндейл, включая повторное обследование смещения маркеров для проверки постсейсмической ползучести, анализ кадастровых данных и дифференциального лидара, георадарные и палеосейсмические исследования.
Документирование величины и геометрии смещения поверхности земли даёт важные данные для понимания поведения разломов во время землетрясений и определения взаимосвязей между смещением и магнитудой землетрясения, для исследований сейсмической опасности. Документирование смещения и геометрии разлома Гриндейл проводилось с использованием отдельных наборов данных — в основном RTK GNSS и воздушного лидара. Характеристика распределения поперечных смещений и сравнение геометрии зон разломов с зарегистрированными повреждениями построенных сооружений обеспечивает определение ширины зон обхода разломов или расстояний отступа, необходимых для обоснования инженерного проектирования и модернизации существующих сооружений в зоне активных разломов в Новой Зеландии и других странах.
Пять наборов данных были собраны вдоль разлома Гриндейл в течение нескольких недель после Дарфилдского землетрясения 4 сентября 2010 года. Они включают три полевых набора данных:
1. Рулетка и компас;
2. Кинематическая глобальная навигационная спутниковая система в реальном времени (RTK GNSS);
3. Наземное лазерное сканирование.

и два набора данных дистанционного зондирования:
1. Цветные вертикальные аэрофотоснимки (ортофото);
2. Обнаружение и определение дальности с помощью света (лидар)[9].

## Сейсмическая опасность
Деформация грунта на поверхности земли, связанная с возникновением разлома, происходит только в месте разлома. В некоторых местах разломы могут быть точно локализованы (особенно в районах с высокой сейсмичностью, где разломы хорошо выражены на поверхности). Технология предотвращения ущерба от землетрясений для зданий, построенных в зонах разломов, ограничена. По этой причине Министерство охраны окружающей среды Новой Зеландии (MfE) разработало рекомендации по предотвращению строительства зданий в зоне разломов. В ноябре 2010 года Совет округа Селуин поручил компании Geotech Consulting подготовить рекомендации по управлению вопросами планирования и сейсмической опасности, связанными с разломом Гриндейл. Geotech Consulting рекомендовала определить зону на расстоянии 50 метров в обе стороны от центральной линии разлома, нанесенной на карту GNS Science/Университета Кентербери, как коридор деформации разлома Гриндейл до проведения более детального картирования. Geotech Consulting также оценила интервал повторяемости разлома порядка 5000—10 000 лет. Это соответствует классу интервала повторяемости IV—V, согласно Руководству по активным разломам Министерства охраны окружающей среды (MfE), при котором допустимо обычное жилищное и коммерческое строительство. Для обновления информации, собранной Geotech Consulting, компания Environment Canterbury поручила GNS Science провести более детальное исследование разлома Гриндейл и предоставить углубленную оценку опасности разлома с учётом существующей информации.